# Marmolejo
Marmolejo é um município da Espanha na província de Jaén, comunidade autónoma da Andaluzia, de área 178 km² com população de 7605 habitantes (2005) e densidade populacional de 42,74 hab/km².

## Demografia
| Variação demográfica do município entre 1991 e 2004 | Variação demográfica do município entre 1991 e 2004 | Variação demográfica do município entre 1991 e 2004 | Variação demográfica do município entre 1991 e 2004 |
| --------------------------------------------------- | --------------------------------------------------- | --------------------------------------------------- | --------------------------------------------------- |
| 1991                                                | 1996                                                | 2001                                                | 2004                                                |
| 7313                                                | 7707                                                | 7474                                                | 7602                                                |